# جیم کلایبرن
جیم کلایبِرن (به انگلیسی: Jim Clyburn) نمایندهٔ حوزه انتخابیه ششم کارولینای جنوبی از حزب دموکرات ایالات متحده آمریکا در مجلس نمایندگان ایالات متحده آمریکا است که برای نخستین‌بار در ۸ ژانویه ۱۹۹۳ میلادی به‌عضویت این مجلس درآمد.